# Мола-Кух
Мола-Кух (перс. ملاكوه) — село в Ірані, у дегестані Руд-Піш, у Центральному бахші, шагрестані Фуман остану Ґілян. За даними перепису 2006 року, його населення становило 41 особу, що проживали у складі 9 сімей.